# Pseudaletis nigra
Pseudaletis nigra är en fjärilsart som beskrevs av Holland 1892. Pseudaletis nigra ingår i släktet Pseudaletis och familjen juvelvingar. Inga underarter finns listade i Catalogue of Life.